# リバース (ジェニファー・ロペスのアルバム)
『リバース』（Rebirth）は、ジェニファー・ロペスの4枚目のアルバム。

## 収録曲
1. ゲット・ライト
2. ステップ・イントゥ・マイ・ワールド
3. ホールド・ユー・ダウン
4. ワットエヴァー・ユー・ワナ・ドゥ
5. チェリー・パイ
6. アイ・ガット・ユー
7. スティル・アラウンド
8. ライド・オア・ダイ
9. アイ、ラヴ
10. ヒール・ビー・バック
11. (キャント・ビリーヴ) ディス・イズ・ミー
12. ゲット・ライト (フィーチャリング・ファボラス)
13. ゲット・ライト (インストゥルメンタル)